# Arbeitsgericht Dingolfing
Das Arbeitsgericht Dingolfing war ein bayerisches Arbeitsgericht mit Sitz in Dingolfing.

## Geschichte
Gemäß Arbeitsgerichtsgesetz vom 23. Dezember 1926 wurden in Deutschland Arbeitsgerichte gebildet. Diese waren nur in der ersten Instanz organisatorisch selbstständige Gerichte, die Landesarbeitsgerichte waren den Landgerichten zugeordnet. Am Landgericht Landshut entstand so 1927 das Landesarbeitsgericht Landshut als eines von 23 Landesarbeitsgerichten in Bayern. In Dingolfing entstand das Arbeitsgericht Dingolfing als eines von vier Arbeitsgerichten des Landesarbeitsgerichts. Sein Sprengel umfasste den Gerichtsbezirk des Amtsgerichts Dingolfing. Es bestand eine allgemeine Kammer für Arbeiter und Angestellte und eine Kammer für das Handwerk.
Bereits 1929 wurde die Zahl der Arbeitsgerichte deutlich reduziert. Das Landesarbeitsgericht Landshut wurde aufgehoben, seine Aufgaben übernahm das Landesarbeitsgericht München. Auch das Arbeitsgericht Dingolfing wurde aufgehoben und das Arbeitsgericht Landshut übernahm seine Aufgaben.